# Jane Fulton Alt
Jane Fulton Alt, född 26 maj 1951, är en amerikansk fotograf, som utforskar områden som kärlek och andlighet i sin fotografi. 2007 mottog hon Illinois Art Council Fellowship Award

## Biografi
Jane Fulton Alt föddes i Chicago 1951 och har varit aktiv inom konsten en stor del av sitt liv. Hon växte upp med sina föräldrar, som var ivriga konstsamlare, och hon började aktivt utforska den bildliga konsten när hon skaffade egen familj. Hon har studerat vid Evanston Art Center, Columbia College, och Art Institute of Chicago.